# 水瀬葵
水瀬 葵（みなせ あおい、1986年3月23日 - ）は、日本のグラビアアイドル。東京都出身。日本大学藝術学部卒業。所属事務所は、フィットワン・ファーストステージだったが2009年7月31日付で契約終了となる。

## 来歴
- 子供の頃からキッズモデルとして活動。その後、アクターズスクールに通い、演技、ダンス、歌などを本格的に学ぶ。
- 2004年、会田我路撮影の写真集でグラビアデビュー。
- 2005年、準ミス日藝 ミス夏木マリに選ばれる。
- アイドルユニット「Sexual Kiss さくら組」（現在は解散）の元メンバー（No.6）であり、歌手としても活動していた。
- 2009年7月31日でフィットワンを離れる。それに伴いブログも8月14日で更新終了となる。引退なのか休業なのかは報告されていない。

## 出演

### テレビ
- 秘書のカガミ（2008年、テレビ東京系）
- 音楽ば〜か（2008年10月～11月、テレビ東京系）
- ドキドキ!?にゅ〜すキャスター（MONDO21）

## リリース作品

### イメージビデオ
- エロ天使あおい（2005年）
- EIGHT（2006年、レイフル）
- ダブルインパクト（2006年）
- Repress 水瀬葵（2007年）

### オリジナルビデオ
- エロ天使あおい（2005年）
- スペースアテナ（2007年、スーパーヒロインマガジン）

### 写真集
- Bunny's Angel（2004年）